# Hazlehurst (Georgia)
Hazlehurst es un pueblo ubicado en el condado de Jeff Davis en el estado estadounidense de Georgia. En el censo de 2000, su población era de 3.787.

## Demografía
En el 2000 la renta per cápita promedia del hogar era de $24,306, y el ingreso promedio para una familia era de $27,890. El ingreso per cápita para la localidad era de $12,996. Los hombres tenían un ingreso per cápita de $27,436 contra $18,304 para las mujeres.

## Geografía
Hazlehurst se encuentra ubicado en las coordenadas 31°51′58″N 82°35′58″O / 31.86611, -82.59944 (31.866111, -82.599444).
Según la Oficina del Censo, la localidad tiene un área total de 12,3 km² (4,7 mi²), de la cual 12,2 km² (4,7 mi²) es tierra y 0,1 km² (0 mi²) (0.90%) es agua.